# 弗兰京
弗兰京是奥地利上奥地利州因河畔布劳瑙县的一个市镇。总面积10.44平方公里，总人口953人，人口密度91人/平方公里（2018年）。